# Banasa
Banasa va ser una colònia romana a la Mauritània Tingitana, fundada per August amb l'epítet de Valentia. Era propera al riu Sebou (antic Subur), avui al Marroc, però no és clar si a la boca o més amunt, tot i que per les indicacions de Claudi Ptolemeu sembla que estava a uns 50 km de la costa. És probablement la ciutat de Mamora (a la boca del riu hi ha avui la ciutat de Mehediah).

## Característiques
Banasa estava situat a la riba sud del riu Sebou en el lloc actualment conegut com a Sidi Ali Boujenoun. A l'inici del regnat de Marc Aureli, Banasa es va convertir en Colonia Aurelia Banasa. El 285 dC, la província romana de Mauretania Tingitana es va reduir als territoris situats al nord de Lixus. Banasa va ser llavors abandonada.
Entre les ruïnes de pedra de Banasa hi ha alguns elements característics de l'arquitectura romana antiga: un fòrum amb basílica, capitell i banys, així com carrers amb un model regular. Molts dels edificis daten de principis del segle III. Uns bonics mosaics decoraven els edificis i ara la majoria es mostren al museu arqueològic de Rabat.
El nom llatí Valentia significa jove, fort i es pot comparar amb Valença i València, també colònies romanes. August va fundar almenys dotze colònies romanes a Mauretània, tot i que era un regne client i encara no una província de l'imperi. Algunes de les altres grans ciutats romanes de companyia a Banasa d'aquesta època primerenca són Chellah i Volubilis, l'última de les quals comparteix les característiques de la basílica i el patró regular de carrers.

## Galeria

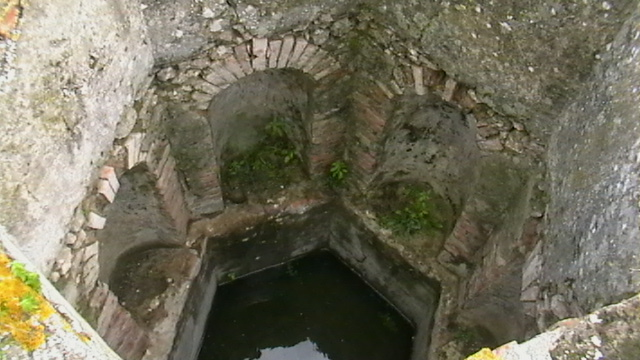
Ruines romanes de Banasa: termes amb frescos
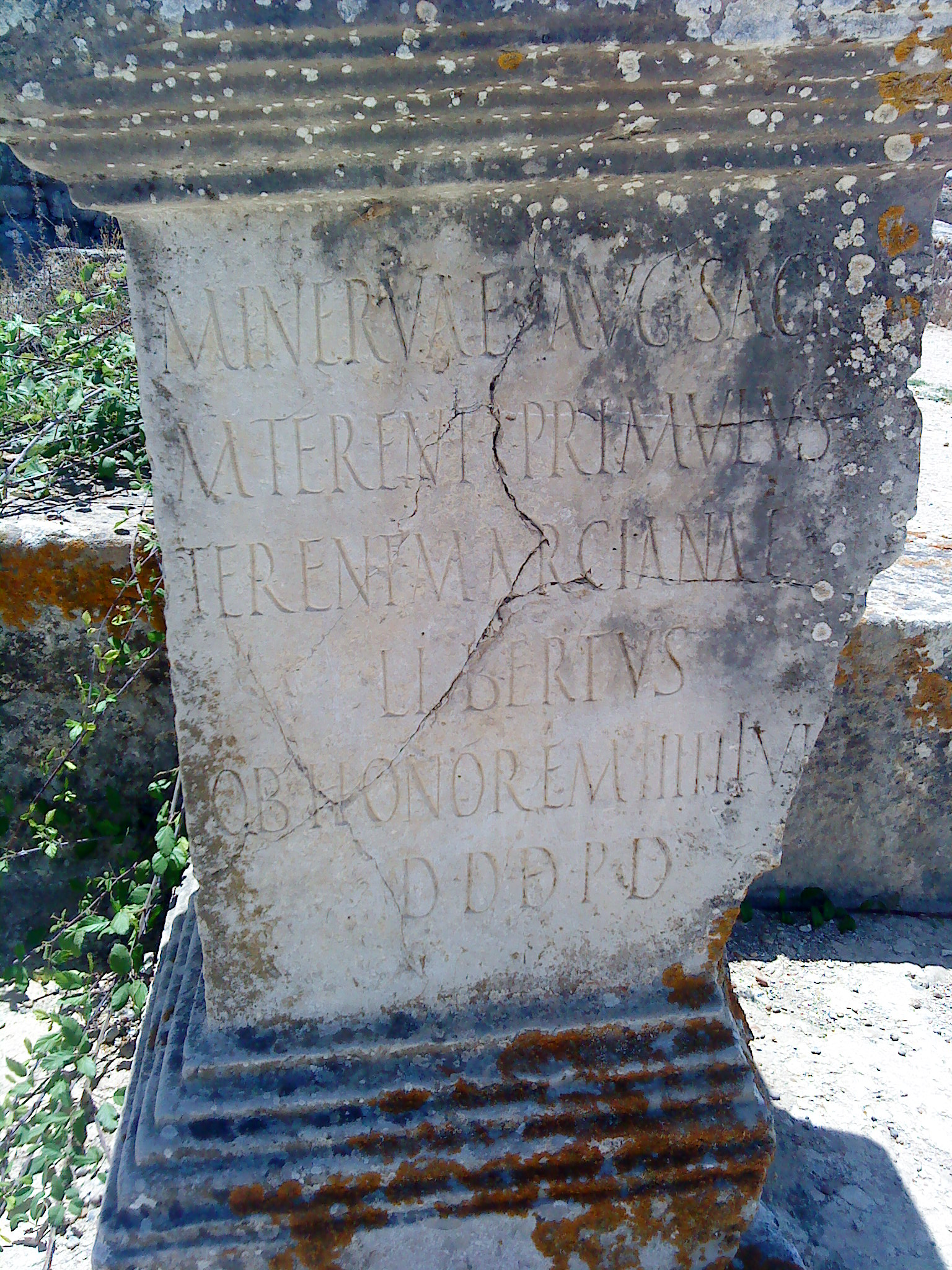
Pedra tallada amb inscripcions en llatí.
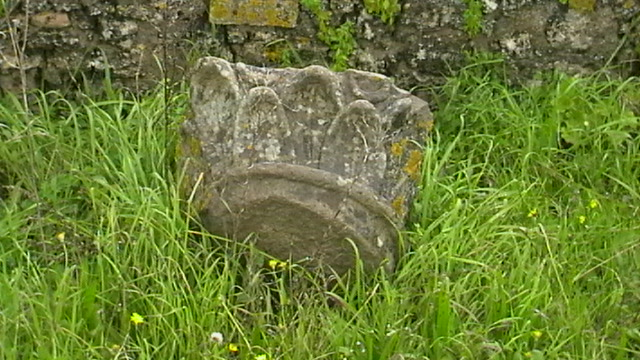
Secció d'una columna romana
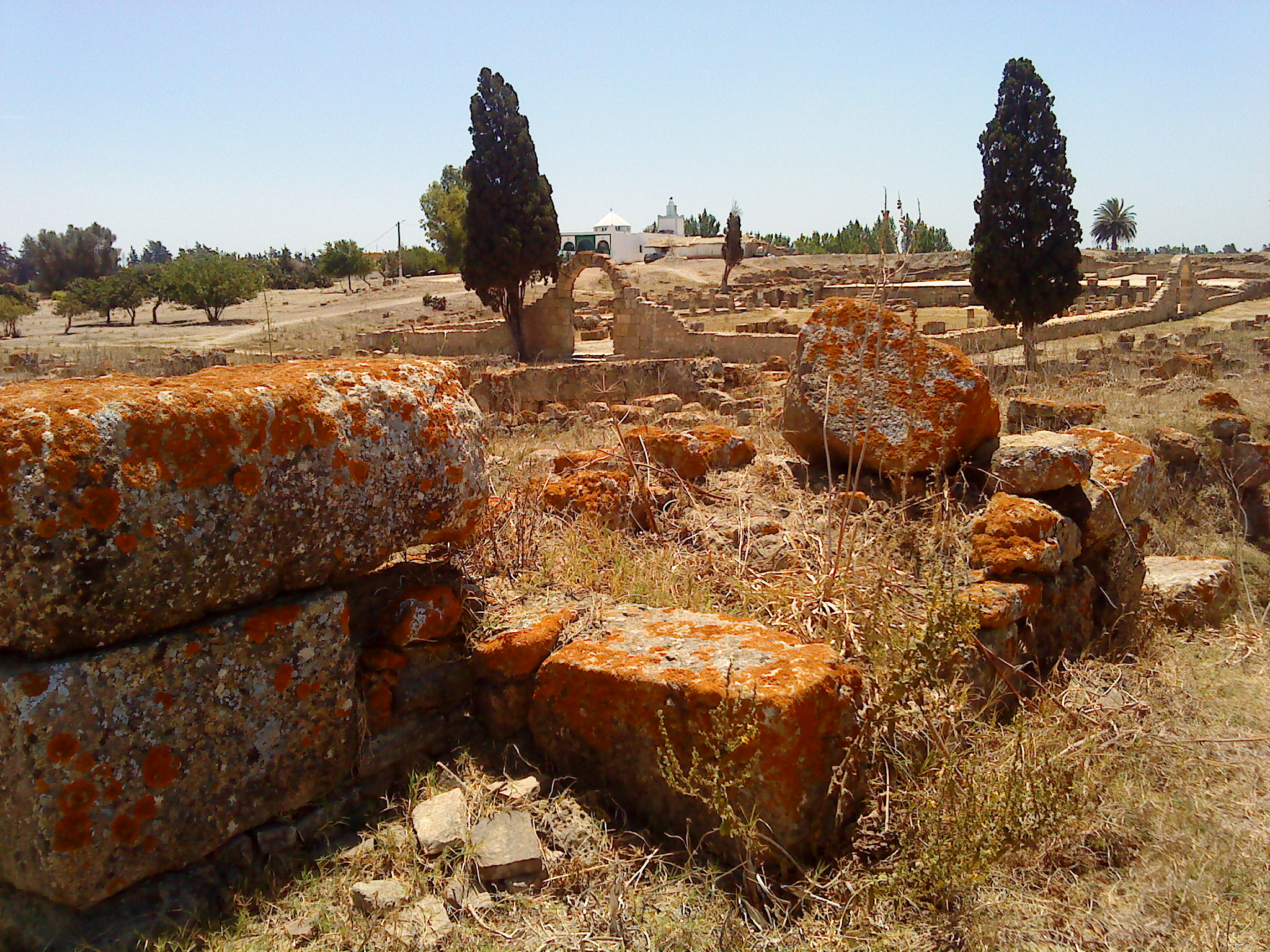
Vista de les ruines de Banasa
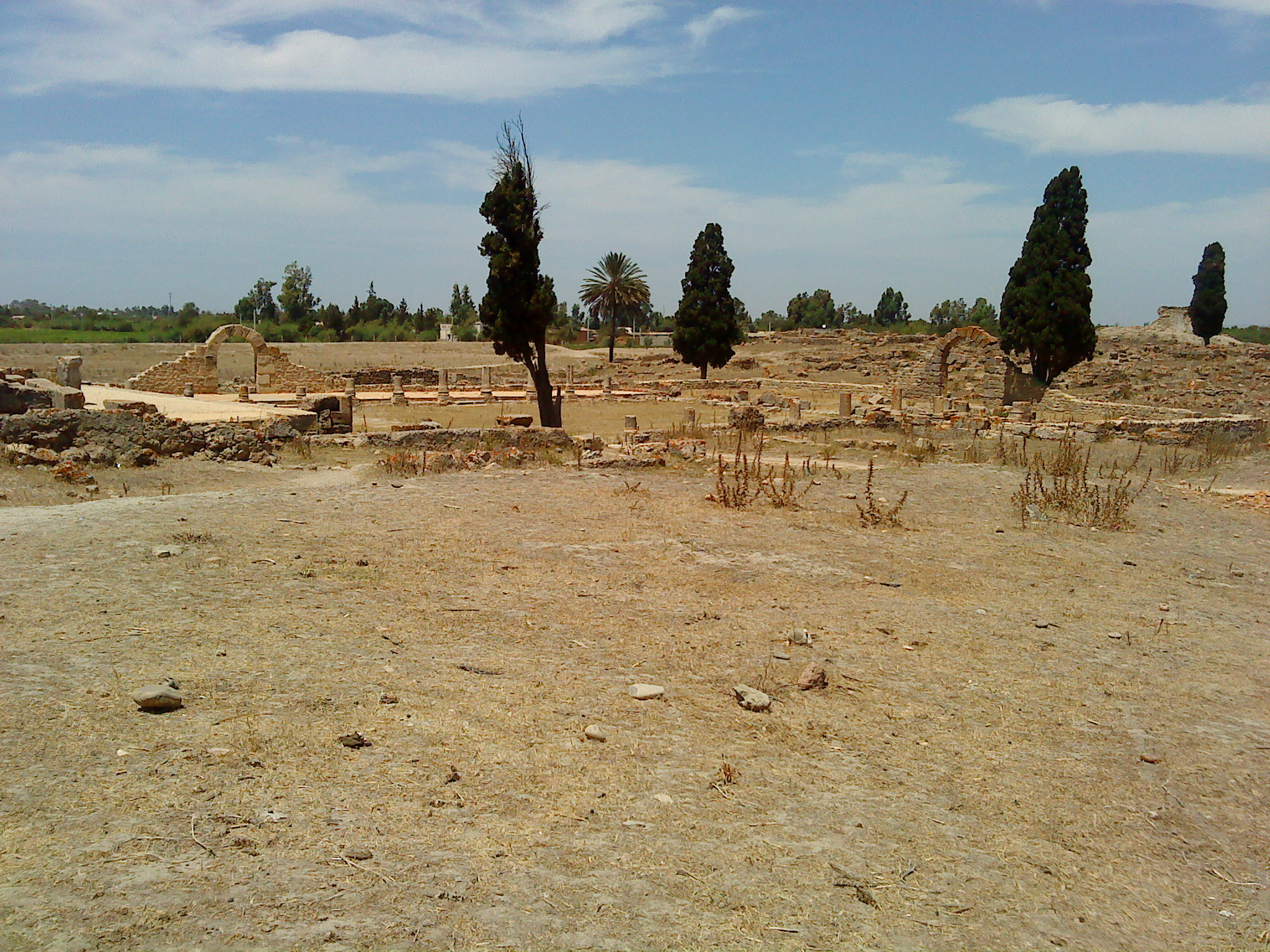
Vista del fòrum romà i la basílica